# Souastre
Souastre és un municipi francès situat al departament del Pas de Calais i a la regió dels Alts de França. L'any 2007 tenia 339 habitants.

## Demografia

### Població
El 2007 la població de fet de Souastre era de 339 persones. Hi havia 120 famílies de les quals 24 eren unipersonals (12 homes vivint sols i 12 dones vivint soles), 44 parelles sense fills, 48 parelles amb fills i 4 famílies monoparentals amb fills.
La població ha evolucionat segons el següent gràfic:
Habitants censats

### Habitatges
El 2007 hi havia 147 habitatges, 126 eren l'habitatge principal de la família, 4 eren segones residències i 17 estaven desocupats. Tots els 145 habitatges eren cases. Dels 126 habitatges principals, 118 estaven ocupats pels seus propietaris, 4 estaven llogats i ocupats pels llogaters i 4 estaven cedits a títol gratuït; 1 tenia una cambra, 19 en tenien tres, 38 en tenien quatre i 68 en tenien cinc o més. 107 habitatges disposaven pel capbaix d'una plaça de pàrquing. A 62 habitatges hi havia un automòbil i a 49 n'hi havia dos o més.

### Piràmide de població
La piràmide de població per edats i sexe el 2009 era:
| Homes | Edats   | Dones |
| ----- | ------- | ----- |
| 0     | 95 o +  | 0     |
| 0     | 90 a 94 | 0     |
| 4     | 85 a 89 | 0     |
| 0     | 80 a 84 | 0     |
| 20    | 75 a 79 | 16    |
| 8     | 70 a 74 | 16    |
| 8     | 65 a 69 | 0     |
| 8     | 60 a 64 | 16    |
| 0     | 55 a 59 | 12    |
| 16    | 50 a 54 | 4     |
| 4     | 45 a 49 | 12    |
| 8     | 40 a 44 | 4     |
| 24    | 35 a 39 | 20    |
| 12    | 30 a 34 | 8     |
| 0     | 25 a 29 | 12    |
| 4     | 20 a 24 | 0     |
| 8     | 15 a 19 | 12    |
| 12    | 10 a 14 | 24    |
| 8     | 5 a 9   | 12    |
| 4     | 0 a 4   | 16    |

## Economia
El 2007 la població en edat de treballar era de 202 persones, 132 eren actives i 70 eren inactives. De les 132 persones actives 113 estaven ocupades (60 homes i 53 dones) i 19 estaven aturades (9 homes i 10 dones). De les 70 persones inactives 18 estaven jubilades, 19 estaven estudiant i 33 estaven classificades com a «altres inactius».

### Ingressos
El 2009 a Souastre hi havia 138 unitats fiscals que integraven 364 persones, la mediana anual d'ingressos fiscals per persona era de 14.073 €.

### Activitats econòmiques
Dels 6 establiments que hi havia el 2007, 4 eren d'empreses de comerç i reparació d'automòbils, 1 d'una empresa d'hostatgeria i restauració i 1 d'una empresa de serveis.
Dels 3 establiments de servei als particulars que hi havia el 2009, 2 eren tallers de reparació d'automòbils i de material agrícola i 1 restaurant.
L'any 2000 a Souastre hi havia 11 explotacions agrícoles que ocupaven un total de 414 hectàrees.

## Equipaments sanitaris i escolars
El 2009 hi havia una escola elemental integrada dins d'un grup escolar amb les comunes properes formant una escola dispersa.

## Poblacions més properes
El següent diagrama mostra les poblacions més properes.